# Sendai (incrociatore)
Il Sendai (川内 軽巡洋艦, Sendai keijunyōkan?) fu un incrociatore leggero della marina imperiale giapponese, capoclasse della classe Sendai; il nome, in ossequio alle convenzioni navali giapponesi dell'epoca, deriva dal fiume Sendai (che non è il fiume che attraversa la città di Sendai, l'Hirosegawa). Entrata in servizio nel 1924, partecipò alla seconda guerra mondiale sul fronte del Pacifico.

## Servizio
Il Sendai non appena completato venne impegnato nella guerra con la Cina, in pattuglie lungo il fiume Yang Tze Kiang, e poi nella seconda battaglia di Shanghai. Venne poi, come le altre unità della sua classe, impiegato come conduttore di flottiglia per i cacciatorpediniere, pur essendo abbastanza vecchio allo scoppio della seconda guerra mondiale. Fu affondato nel Mare di Giava dalla US Navy il 3 novembre 1943.

### Libri
- Andrieu D'Albas, Death of a Navy: Japanese Naval Action in World War II, Devin-Adair Pub, 1965, ISBN 0-8159-5302-X.
- Paul S. Dull, A Battle History of the Imperial Japanese Navy, 1941-1945, Naval Institute Press, 1978, ISBN 0-87021-097-1.
- Eric Lacroix, Linton Wells, Japanese Cruisers of the Pacific War, Naval Institute Press, 1997, ISBN 0-87021-311-3.